# Trg svetega Marka, Benetke
Trg svetega Marka ali Piazza San Marco (italijanska izgovorjava: ['pjattsa sam ˈmarko]; beneško Piasa San Marco) je glavni javni trg v Benetkah v Italiji, kjer je splošno znan kot la Piazza (trg). Vsi drugi mestni prostori v mestu (razen Piazzette in Piazzale Roma) se imenujejo campi (polje). Piazzetta (mali trg) je podaljšek Piazze proti kotlini San Marco (italijansko Bacino San Marco’’; beneško Basin de San Marco) v njenem jugovzhodnem vogalu (glej tloris). Oba prostora skupaj tvorita družbeno, versko in politično središče Benetk in se običajno obravnavata skupaj. Ta članek se nanaša na oba.
Pripomba, ki jo običajno pripisujejo (čeprav brez dokazov) Napoleonu, imenuje Piazza San Marco "dnevna soba Evrope".

## Opis
Na vzhodnem koncu trga prevladuje bazilika svetega Marka. V nadaljevanju je opisan sprehod, ki se začne od zahodnega pročelja cerkve (obrnjeno v dolžino trga) in se nadaljuje v desno.
Cerkev je opisana v članku Stolnica sv. Marka, vendar obstajajo njeni vidiki, ki so v veliki meri del trga, omenjenega tukaj, vključno z njenim celotnim zahodnim pročeljem z velikimi oboki in marmorno dekoracijo, romanskimi rezbarijami okoli osrednjih vrat in štirimi konji, ki načeljujejo celotnemu trgu in so tako močan simbol ponosa in moči Benetk, da so Genovežani leta 1379 rekli, da ne more biti miru med obema mestoma, dokler ne bodo ti konji zauzdani;  štiristo let pozneje jih je Napoleon, potem ko je osvojil Benetke, dal odstraniti in odpeljati v Pariz.
Piazzetta dei Leoncini je odprt prostor na severni strani cerkve, poimenovan po dveh marmornih levih (ki ju je leta 1722 predstavil dož Alvise Mocenigo), zdaj pa se uradno imenuje Piazzetta San Giovanni XXIII. Neoklasicistična stavba na vzhodni strani, ki meji na baziliko, je Palazzo Patriarcale, sedež beneškega patriarha.
Za njim je Svetega Marka stolpna ura (Torre dell'Orologio), ki je bil dokončan leta 1499, nad visokim obokom, kjer ulica, znana kot Merceria (glavna mestna prometnica), vodi skozi nakupovalne ulice do Rialta, trgovskega in finančnega središča. Desno od stolpa z uro je zaprta cerkev San Basso, ki jo je zasnoval Baldassare Longhena (1675), včasih odprta za razstave.
V nadaljevanju trg obdajajo stavbe imenovane Prokuracije.
Na levi je dolga arkada vzdolž severne strani trga, stavbe na tej strani so znane kot Procuratie Vecchie (stare prokuracije), nekdanje domove in uradi prokuratorjev svetega Marka, visokih državnih častnikov v dneh Beneške republike. Zgrajene so bile v začetku 16. stoletja. Arkada je obložena s trgovinami in restavracijami v pritličju, s pisarnami zgoraj. Med restavracijami je tudi znamenita Caffè Quadri, ki so jo imeli pod pokroviteljstvom Avstrijci, ko je v 19. stoletju vladala Avstrija, medtem ko so Benečani raje imeli Florianovo na drugi strani trga.
Ko na koncu zavijemo levo, se arkada nadaljuje vzdolž zahodnega dela trga, ki ga je okoli leta 1810 obnovil Napoleon in je znan kot Ala Napoleonica (Napoleonovo krilo). Za trgovinami ima slavnostno stopnišče, ki naj bi vodilo do kraljeve palače, zdaj pa predstavlja vhod v Museo Correr (Muzej Correr).
Ko znova zavijemo levo, se arkada nadaljuje po južni strani Piazze. Stavbe na tej strani so znane kot Procuratie Nuove (nove prokuracije), ki jih je sredi 16. stoletja zasnoval Jacopo Sansovino, po njegovi smrti pa delno (1582–86) zgradil Vincenzo Scamozzi, očitno s spremembami, ki so jih zahtevali prokuratorji in dokončno dokončal Baldassarre Longhena okoli leta 1640. Spet so v pritličju trgovine in tudi Caffè Florian, znamenita kavarna, ki jo je leta 1720 odprl Floriano Francesconi, ki so jo nadzirali Benečani, ko so bili osovraženi Avstrijci pri Quadriju. Zgornja nadstropja je Napoleon določil kot palačo za svojega pastorka Eugènea de Beauharnaisa, podkralja v Benetkah, zdaj pa je v njej Museo Correr. Na skrajnem koncu se Procuratie sreča s severnim koncem Sansovinove Librerie (sredina 16. stoletja), katere glavno pročelje je obrnjeno proti Piazzetti. Arkada se nadaljuje za vogalom v Piazzetto.
Nasproti tega, prosto stoji na trgu Campanile – zvonik sv. Marka (1156–73 obnovljen leta 1514), rekonstruiran leta 1912 com'era, dov'era ("kakor je bil, kjer je bil") po propadu 14. julija 1902. Ob zvoniku, obrnjena proti cerkvi, je majhna stavba, znana kot Sansovinova Loggetta (Loggetta del Sansovino), ki jo je Sansovino zgradil v letih 1537–46 in jo uporabljali kot preddverje patricijem, ki so čakali na srečanje Velikega sveta v Doževi palači in stražarjem, ko je svet zasedal.
Čez trg pred cerkvijo so trije veliki drogovi za zastave, podobni jamborom, z bronastimi podstavki, ki jih je z visokim reliefom okrasil Alessandro Leopardi leta 1505. Z njih je v času Beneške republike plapolala beneška zastava in sedaj zamenjana z italijansko zastavo.
- Na Piazza San Marco
- Procuratie Vecchie and Procuratie Nuove, 1890
- Trg kot se vidi iz zvonika
- Urni stolp z obokom v Mercerie, ki vodi do Rialta
- Loggetta ob vznožju zvonika (zgradil jo je Sansovino 1537–46); obnovljena po padcu zvonika leta 1902
- Piazza San Marco ponoči

- Pogled na Procuratie Vecchie (ok. 1520), grafika iz Quadri-Moretti (1831)
- Pogled na Procuratie Nuove (ok. 1580), grafika iz Quadri-Moretti (1831)
- Procuratie Vecchie, ki ga je zgradil Bartolomeo Bon mlajši (ok. 1520)
- Detajl oken Procurate Vecchie
- Procuratie Nuove, ki ga je zgradil Vincenzo Scamozzi (ok. 1580) po načrtu Sansovina (med karnevalom 1993)

## Opis Piazzetta
Piazzetta di San Marco, strogo gledano, ni del trga Piazza, temveč sosednji odprt prostor, ki povezuje južno stran Piazze z vodno potjo lagune. Piazzetta leži med Doževo palačo na vzhodu in knjižnico Biblioteca Marciana na zahodu.
Na vogalu blizu zvonika to (zahodno) stran v celoti zaseda Biblioteca, ki jo je zasnoval Jacopo Sansovino za shranjevanje Biblioteca Marciana. Gradnja se je začela leta 1537, po Sansovinovi smrti pa jo je razširil Vincenzo Scamozzi v letih 1588–91. Andrea Palladio je dejal, da je stavba »najbolj veličastna in okrašena stavba, zgrajena od antičnih časov«  Arkada se nadaljuje do konca stavbe s kavarnami in trgovinami ter vhodi v Arheološki muzej, Biblioteco Marciana in Narodno knjižnico, ki zasedajo nadstropja.
Na koncu te stavbe je Molo (pomol ob laguni), sosednja stavba na desni je  Zecca (kovnica) prav tako Sansovinova (dokončana 1547) in je zdaj del Biblioteca Marciana. Zavijemo v levo na koncu Bibliotece, prečkamo odprt konec Piazzette, označen z dvema velikima granitnima stebroma, ki nosita simbole dveh zavetnikov Benetk. Prvi je sveti Teodor, ki je bil zavetnik mesta pred svetim Markom, držal je sulico in s krokodilom predstavljal zmaja, ki naj bi ga ubil. Ta je sestavljen iz delov starinskih kipov in je kopija (izvirnik se hrani v Doževi palači). Drugi (vzhodni) stolpec ima bitje, ki predstavlja krilatega leva –beneškega leva - ki je simbol svetega Marka. Ta ima dolgo zgodovino, verjetno se začne kot krilati lev grifin na spomeniku bogu Sandonu v Tarzu v Kiliciji (južna Turčija) okoli 300 pr. n. št. Zdaj se domneva, da so bili stebri postavljeni okoli leta 1268 , ko je bila voda bližje in bi bili na robu lagune, kar je uokvirilo vstop v mesto z morja. Igranje na srečo je bilo dovoljeno v prostoru med stebri in ta pravica naj bi bila podeljena kot nagrada človeku, ki je prvi dvignil stebre. Med stebri so potekale tudi javne usmrtitve.
Na skrajni strani Piazzette je stranska stena Doževe palače z gotskimi arkadami v pritličju in ložo v nadstropju. Do sedmega stebra s sprednje strani je to stavba, kot je bila prezidana leta 1340, prizidek proti baziliki pa je bil dozidan leta 1424. Kapiteli stebrov razširjenega dela so večinoma kopije tistih v pročelju palače. Sedmi steber zaznamuje tondo (krožna skulptura) Benetk kot Pravičnost nad ložo prvega nadstropja. Levo od tega sta pred ložo v prvem nadstropju dva rdeča stebra, ki sta v nasprotju z drugimi stebri iz belega istrskega kamna. Rdeči stebri so izdelani iz rdečega veronskega marmorja. Morda so ob slovesnih priložnostih uokvirili dožev stol, vendar se zdi, da bi bili tam včasih usmrčeni pomembni zločinci, ki so bili spoznani za krive zločinov proti državi.]
Na zadnjem vogalu Doževe palače je skulptura Salomonove sodbe z nadangelom Gabrijelom zgoraj. Kiparji niso znani. Od tega vogala so Porta della Carta, slavnostni vhod v palačo, ki sta ga v letih 1438–1443 v finem gotskem slogu zgradila verjetno Giovanni in Bartolomeo Bon. Ponovno je na vrhu figura Benetk kot Pravičnost, tema pravične sodbe in pravice je na tej strani palače zelo poudarjena. Pod tem sta bila leta 1885 zamenjana glava doža Francisca Foscarija in lev, pred katerim kleči, originali pa so bili uničeni po francoskem ukazu leta 1797. Kipi na obeh straneh vrat predstavljajo glavne vrline Zmernost, Trdnost, Preudarnost in Dobrodelnost.
Poleg tega so na zunanjem vogalu bazilike svetega Marka štiri starinske figure, izklesane v porfirju, zelo trdem rdečem granitu. Običajno so znane kot Tetrarhi in naj bi predstavljali štiri skupne vladarje Rimskega cesarstva, ki jih je imenoval Dioklecijan in so prej veljali za Egipčane. Zdaj se zdi verjetno (ali vsaj zelo možno), da predstavljajo sinove cesarja Konstantina, ki so jih hvalili za ljubeče sodelovanje ob njegovi smrti leta 337, zlasti ker je delo prvotno stalo v Filadelfionu (Kraj bratske ljubezni). ) v Konstantinoplu, kjer so našli manjkajočo nogo ene od figur. 
Poleg tega sta pred južno steno bazilike dva pravokotna stebra, vedno znana kot Stebra Acre. Menili so, da sta bila plen, ki so ga Benečani odvzeli iz Akre po veliki zmagi nad Genovežani leta 1258, vendar je bilo treba tudi to tradicionalno zgodbo spremeniti. Stebri so pravzaprav izvirali iz cerkve sv. Polyeuktosa v Konstantinoplu (524–527), verjetno pa so jih Benečani odvzeli kmalu po četrti križarski vojni leta 1204. Ruševine te cerkve so odkrili leta 1960, izkopali pa so jo v 90. letih prejšnjega stoletja, ko so bili najdeni kapiteli, ki so se ujemali s stebri.
Za temi stebri, nasproti vogala bazilike, je velik okrogel kamen iz rdečega porfirja, znan kot Pietra del Bando (kamen razglasitve), s katerega so se včasih brali uradni razglasi. Domneva se, da je bil to del stebra, na katerem so stali tako imenovani Tetrarhi.
Čez vodo (Bacino di San Marco) na koncu Piazzette se vidi otok San Giorgio Maggiore in bleščeče belo pročelje Palladijeve cerkve.
- Stavbe in spomeniki na Piazzetti
- Zecca in južni konec Bibliotece iz lagune
- Sveti Teodor na zahodnem stebru
- Beneški lev na Piazzetti
- Solomonova sodba SZ vogal Doževe palače

- Porta della Carta Giovannija in Bartolomea Bona
- Porta della Carta (osrednji del)
- Liki, vklesani v porfir in znani kot Tetrarhi
- Stebri iz sv. Polyeuktosa, Konstantinopel, splošno znani kot stebri Acre.

## Zgodovina
Zgodovino trga Piazza San Marco je mogoče priročno zajeti v štirih obdobjih, toda edine predrenesančne stavbe in spomeniki, ki še vedno stojijo tam, so Doževa palača in dva velika stebra na Piazzetti.

### Začetki (800–1100)
Prvi zavetnik Benetk je bil sveti Teodor, grški bojevnik in njemu je bila posvečena prva doževa kapela. Najverjetneje je bila zgrajena okoli leta 819 in je stala blizu mesta sedanje cerkve svetega Marka. V letih 828–829 so bile relikvije svetega Marka ukradene iz Aleksandrije in prinesene v Benetke, sčasoma pa so Benečani in dož sprejeli apostola za svojega novega zavetnika. Bil je misijonar-apostol, ki naj bi spreobrnil njihovo okrožje; relikvije apostola bi povečale pomen mesta in njihova pridobitev je bila nadaljnji korak v postopnem procesu osvobajanja Benetk pred nadvlado Bizanca. Relikvije so bile začasno nameščene v palači (ali gradu) doža Justinijana Partecipacija, ki je v svoji oporoki predvidel gradnjo nove cerkve. Ta prva cerkev sv. Marka je bila začeta na južni strani obstoječe kapele; do leta 836 je bila gradnja dovolj napredna, da je bilo relikvije mogoče prenesti. Zasnova cerkve je bila zasnovana na cerkvi dvanajstih apostolov v Konstantinoplu in se zdi, da je pokrivala isto območje kot osrednji del sedanje cerkve. Zvonik je bil prvič zgrajen v času doža Pietra Tribuna (888–91).
Takrat je bil pred novo cerkvijo verjetno prazen prostor, pokrit s travo, ki pa ni mogel segati več kot 60 metrov proti zahodu, kjer je bil potok (Rio Baratario), ki je razpolovil območje, ki ga zdaj zavzema Piazza. Na drugi strani tega potoka je bila majhna cerkev posvečena San Geminianu. Doževa palača, na istem območju kot njena sodobna naslednica, je bila takrat obdana z vodo. Laguna je bila na jugu, Rio di Palazzo (kanal pod Mostom vzdihljajev) na vzhodu in še en potok na severu med palačo in cerkvijo. Tam je bil dotok iz lagune, ki je zavzemal velik del prostora, ki ga zdaj pokriva Piazzetta, in zdi se, da je bil ta uporabljen kot pristanišče za mesto.
Leta 976 je prišlo do upora proti dožu in cerkev je bila zažgana. Leseni deli, vključno s streho in leseno kupolo, so bili verjetno izgubljeni, vendar cerkev ni bila popolnoma uničena in zdi se, da je bila obnovljena kot prej. Leta 1063 se je začela popolna obnova. Nova cerkev je bila dokončana v času doža Vitaleja Falierja (1084–1096) in v svoji glavni stavbi je to sedanja cerkev, čeprav je bila zahodna cerkev, obrnjena proti Piazzi, takrat v romanskem slogu z neokrašeno opeko (kot zunanjost apside danes). Imela je pet kupol, vendar je bil njihov zunanji profil nizek, za razliko od sedanjih visokih čebulastih struktur.

### Srednjeveški trg (1100–1490)
Velike spremembe na območju so se zgodile, ko je bil dož Sebastiano Ziani (1172–1178). Benetke so postajale vse pomembnejše in dož je bil zelo bogat človek. On je sprožil spremembe, ki so ustvarile piazzo, kot ga poznamo. Rio Baratario je bil zapolnjen, cerkev San Geminiano na drugi strani je bila porušena in obnovljena veliko dlje nazaj na zahodnem koncu tega, kar je postalo trg. Sadovnjak, ki je zasedal del območja, je bil pridobljen od samostana San Zaccharia, dož pa je kupil številne stavbe, ki so ovirale mesto. Po svoji volji je te objekte prepustil državi in so jih pravočasno porušili, da bi očistili območje. Obnova Doževe palače iz 9. stoletja se je tudi začela v času, ko je bil on dož. Natančen datum različnih novih stavb ni znan in veliko je bilo treba storiti v času njegovega sina Pietra Zianija, ki je bil dož od 1205 do 1229.
Območje trga je bilo zdaj opredeljeno s postavitvijo stavb na severni in južni strani. Na severni strani so bile prokuratije, bivališča in uradi za prokuratorje svetega Marka. Prvotna prokuratija je bila vrsta dvonadstropnih stavb z neprekinjeno arkado kolov (tj. visokih in ozkih) bizantinskih obokov spodaj in eno nadstropje zgoraj, z dvema oknoma nad vsakim obokom. Pritlične prostore so oddali trgovinam za zaslužek. Te stavbe so ostale na svojem mestu približno 300 let in natančno vidimo, kako so izgledale leta 1496 na sliki Gentilea Bellinija, ki prikazuje procesijo na trgu. Ta slika prikazuje tudi stavbe na nasprotni (južni) strani trga, med katerimi je bil najpomembnejši Ospizio Orseolo, gostilna ali prenočišče za romarje, ki so se odpravljali v Sveto deželo. Vidi se, da je bil trg takrat precej ožji kot danes, ker so te stavbe segale neposredno na zahodno steno zvonika.
Leta 1204 je bil Konstantinopel zajet med 4. križarsko vojno in tako v tistem času kot pozneje v 13. stoletju je bilo iz mesta odvzeto veliko dragocenega gradiva in poslano za okras Benetk. To so bili marmorji in stebri za pročelje sv. Marka, dva kvadratna stebra na trgu, znana (napačno) kot stebra Acre in verjetno tudi Pietra del Bando (blizu jugozahodnega vogala sv. Marka) in štiri porfirne figure znani kot Tetrarhi, ki so bili sčasoma nameščeni blizu vhoda v Doževo palačo s piazzette.
Za dva velika granitna stebra na Piazzetti naj bi običajno rekli, da sta bila postavljena okoli leta 1170, zdaj pa je verjetneje, da je bilo to storjeno v času doža Ranierija Zenona (1253–68) okoli leta 1268; baze in kapiteli so iz 13. stoletja. Njihov izvor ni znan, vendar se predlaga, da je Hios možen vir. Lev je prvič omenjen v dekretu Velikega sveta leta 1293, iz besedila pa je jasno, da je bil takrat že na stebru. Do leta 1329 je bil postavljen kip svetega Teodora (vendar ne sedanji kip).
V tem času, v poznejšem 13. stoletju, je trg svetega Marka dobil novo zahodno pročelje, okrašeno z marmorjem in mozaiki ter trofejami iz Konstantinopla, vključno s štirimi konji.
Prvotna doževa palača iz 9. stoletja je bila kmalu premajhna za številne patricije, ki so sedeli v Velikem svetu, potem ko je leta 1297 postala pravica do tega dedna, obnova pa se je začela leta 1340. Dela je zaustavila črna smrt leta 1348, toda prva faza je bila dokončana do leta 1365. Ta je obsegala sprednji del palače, obrnjen proti laguni, vendar se je na Piazzetti nova stavba razširila le do sedmega stebra nazaj od sprednjega vogala, ki je zdaj označen s krožnim reliefom Benetk kot Pravičnosti na zunanji strani arkade v prvem nadstropju. Dalje nazaj je ostal del stare palače, znane kot Palača pravice, tako kot je stala približno 200 let.
Zaradi velikih stroškov se dolga leta ni naredilo nič več, vendar je leta 1422 dož Tomaso Mocenigo vztrajal, da je treba v čast mesta porušiti preostali del stare palače in razširiti novi del. Odločeno je bilo, da se obstoječa fasada nadaljuje v istem slogu in delo se je začelo leta 1424 pod novim dožem Francescom Foscarijem. Razširjena fasada je do leta 1438 dosegla vogala in točko, kjer se del 15. stoletja pridruži delu iz 14. stoletja, kar je mogoče prepoznati po krožnem reliefu Pravičnosti nad sedmim stebrom od sprednjega vogala in dejstvu, da je ta steber večji kot drugi, saj je držal vogal stavbe 80 let. Kapiteli na tej fasadi so večinoma kopije obstoječih kapitelov na sprednji fasadi. Zadnji steber, na severozahodnem vogalu stavbe, je zelo velik steber in, ki nadaljuje temo Pravičnosti, nosi veliko reliefno rezbarijo Salomonove sodbe z nadangelom Gabrijelom nad njim. Kipar ni znan, čeprav so bili podani različni predlogi, med drugim Bartolomeo Buon iz Benetk in Jacopo della Quercia iz Siene in več umetnostnih zgodovinarjev meni, da skulptura Salomonove sodbe (ki je morala biti narejena v obdobju 1424/38) kaže vpliv iz Toskane. Eduardo Arslan je po pregledu vseh teorij leta 1971 zaključil, da ta skulptura »za nas ostaja velika skrivnost«.
Leta 1438 je bila sklenjena pogodba z Giovannijem in Bartolomeom Buonom za izgradnjo velikih slavnostnih vrat v palačo. To so bila Porta della Carta in so povezovala novozgrajeno krilo palače z južno steno sv. Marka. Giovanni se je bližal koncu svojega življenja in vrata so v glavnem delo Bartolomea. Dokončana so bila leta 1442 in so vključevala skulpturo doža Francesca Foscarija, ki kleči pred levom svetega Marka. Kipi kardinalnih vrlin na obeh straneh so bili druge roke. Prvotno so bila vsa vrata poslikana in pozlačena. To je le vidno na desnem ozadju slike Gentilea Bellinija iz leta 1496, ki prikazuje trg v takratnem stanju, še vedno ozek in s starimi stavbami iz 13. stoletja na obeh straneh.

### Od renesanse do padca Republike (1490–1797)
Leta 1493 so Benetke naročile astronomsko uro in se odločile, da jo namestijo v nov stolp z uro na Piazzi z visokim obokom pod njo, ki vodi v ulico Merceria, ta pa do Rialta. Gradnja stavbe, ki jo je verjetno zasnoval Codussi, je bila začeta leta 1496, del prvotne Procuratie pa je bil v ta namen porušen. Stavba je bila dokončana z uro, nameščeno do februarja 1499. Ob strani prvotne stavbe Procuratie jo je mogoče videti na de Barbarijevem lesorezu Benetk iz leta 1500. Prokuratie je bila takrat visoka le dve nadstropji zato je bil stolp višji kot je to danes.
Stavbe na obeh straneh, ki so podpirale stolp, so bile dozidane do leta 1506. Leta 1512, ko je bil požar v stari Prokuratiji, je postalo očitno, da bo treba celotno paleto obnoviti.
Kljub dejstvu, da so bile Benetke takrat v vojni z večjim delom Evrope (vojna Kambrejske lige), je bila celotna južna stran Piazze obnovljena, začenši leta 1517. Nove stavbe, danes znane kot Procuratie Vecchie, so dobile tri nadstropja namesto dveh. Tako kot prejšnje Prokuratie so imele v pritličju arkado z dvema oknoma nad vsakim obokom, vendar brez visokih bizantinskih obokov in s klasičnimi detajli.
Leta 1527 je v Benetke prišel Jacopo Sansovino, ki je bežal pred plenitvijo Rima in je bil do leta 1529 imenovan za proto (arhitekt svetovalec in upravnik stavb) pri prokuratorju sv. Marka. Prokuratorji so želeli obnoviti stare stavbe na južni strani Piazze, vendar jih je Sansovino prepričal, da je treba izkoristiti priložnost za povečanje trga in da je treba te stavbe porušiti in gradbeno linijo premakniti nazaj stran od zvonika. Prepričal jih je tudi, da je treba stara gostišča in trgovine na zahodni strani Piazzette nasproti Doževe palače nadomestiti z novo stavbo, vredno tega mesta. Odločeno je bilo, da bo tam knjižnica knjig in rokopisov, ki jih je mestu zapustil kardinal Bessarion, a še vedno ni našla stalnega doma. Sansovino je prvotno nameraval, da bi sčasoma fasado te stavbe (Libreria) nadaljeval vzdolž južne strani Piazze in okrog jugozahodnega vogala do cerkve San Geminiano na sredini zahodne strani. Zaradi teh sprememb je bila potrebna tudi obnova Loggette, hkrati pa je beneška vlada naročila Sansovinu, da obnovi kovnico (Zecca) na zahodni strani knjižnice. Vsa ta dela so potekala skupaj več let po letu 1537. Nova Loggetta je bila dokončana leta 1545, Zecca pa leta 1547 (čeprav je bilo do leta 1566 dodano še tretje nadstropje), vendar so delo na Knjižnici zavirale težave pri iskanju novih prostorov za podjetja, ki so bila razseljena, pa tudi zaradi pomanjkanja sredstev in je bilo pred smrtjo Sansovina leta 1570 dokončanih le šestnajst obočnih pol (od enaindvajsetih). Do tega datuma še ni bilo mogoče začeti obnove južne strani Piazze onkraj Knjižnice.
Sansovino je dokončal tudi obnovo stare cerkve San Geminiano na zahodnem koncu Piazze, obrnjene proti sv. Marku. Velik del je bil opravljen, preden ga je prevzel leta 1557, vendar je bil odgovoren za fasado iz belega istrskega kamna. Nadaljeval je tudi območje Procuratie Vecchie na severni strani Piazze za vogalom do te cerkve.
Po smrti Sansovina so bila končno dana na razpolago sredstva za začetek obnove južne strani Piazze na njegovi novi legi, daleč stran od zvonika. Idejo o dvonadstropni stavbi, ki bi nadaljevala fasado Knjižnice, je bilo treba opustiti, saj so prokuratorji zahtevali tri nadstropja. Vendar pa je Vincenzo Scamozzi zasnovo zasnoval na fasadi Knjižnice in dokončal deset obočnih pol med letoma 1582 in 1586, Procuratie Nuove (Nove Procuracies), kot jih imenujejo, so bile dokončane šele leta 1640, ko so bili dokončani preostali oboki na južni strani in nadaljevanje za vogalom do cerkve San Geminiano pod vodenjem Baldassarra Longhena.

### Napoleon in pozneje (1797 naprej)
Benetke so se predale Napoleonu 12. maja 1797. Do 4. junija je bilo na Piazzi postavljeno "Drevo svobode". Kmalu zatem so po ukazu občine poslali kamnoseke, da so uničili podobe krilatega leva, ki je veljal za simbol beneške neodvisnosti in aristokratske vladavine. Na Porta della Carta na Piazzetti je bila odstranjena glava doža Francesca Foscarija in glava leva, pred katerim je klečal. (Pozneje v stoletju so jih nadomestile kopije). Francozi so ukazali sneti štiri konje iz sv. Marka in jih poslati v Pariz skupaj z bronastim levom iz stebra na Piazzetti. Odstranjeni so bili decembra 1797.
Januarja 1798 so se po Campoformijski pogodbi namesto Francozov v Benetke preselili Avstrijci. Ta prvi avstrijski vzpon je trajal od 1798 do 19. januarja 1806, ko so se Francozi po Napoleonovih zmagah pri Austerlitzu in Jeni ter ustanovitvi Italijanskega kraljestva leta 1804 vrnili nazaj. Napoleon je svojega pastorka Eugènea de Beauharnaisa imenoval za svojega vicekralja in leta 1807 je bilo ukazano, da Procuratie Nuove postane kraljeva palača. Napoleon je bil kasneje leta 1807 na slavnostnem obisku v Benetkah in pristal na Piazzetti na poti v novo palačo.
Odločeno je bilo, da se nova palača razprostira čez celoten zahodni konec trga, zaradi česar je bilo treba porušiti cerkev San Geminiano, ki jo je obnovil Sansovino, in tudi stavbe na obeh straneh, Sansovinov podaljšek Procuratie Vecchie. na severu in del Procuratie Nuove na jugu. Prvotni arhitekt je bil Gianni Antolini iz Milana, vendar je nova stavba povzročila veliko polemik in leta 1810 ga je zamenjal Giovanni Soli iz Modene. Sedanja stavba, znana kot Ala Napoleonica (Napoleonovo krilo), je bila zgrajena med letoma 1810 in 1813. Pročelje obeh spodnjih nadstropij je v slogu Procuratie Nuove, v zgornjem nadstropju pa je slavnostni vhod in plesna dvorana. Nima oken ali obokov in je okrašena s kipi in skulpturami v nizkem reliefu. V središču naj bi bil prvotno kip Napoleona kot Jupitra z cesarskim grbom zgoraj, vendar je bil ta opuščen po Napoleonovem padcu leta 1814 in zdaj ni osrednje točke na zahodni strani Piazze.
Po abdikaciji Napoleona so Avstrijci aprila 1814 ponovno zasedli Benetke (v skladu s pogodbo iz Fontainebleauja). Avstrijski kancler, princ Metternich, je imel ključno vlogo pri ureditvi vrnitve v Benetke štirih konjev svetega Marka in leva s Piazzette. Konje so ponovno postavili pred baziliko 13. decembra 1815. Bronasti lev je bil močno polomljen in ga je bilo treba popraviti. Aprila 1816 je bil ponovno postavljen na svoj steber.

## Tlak
Piazza je bila tlakovana v poznem 12. stoletju z opeko, položeno v vzorec ribje kosti. Pasovi svetlega kamna so tekli vzporedno z dolgo osjo glavnega trga. Te pasove so verjetno uporabljali pri postavljanju tržnih stojnic in pri organizaciji pogostih obrednih procesij. To izvirno zasnovo tlaka je mogoče videti na slikah iz poznega srednjega veka in renesanse, kot je Procesija Gentilea Bellinija na Piazza San Marco iz leta 1496.
Leta 1723 so opeke zamenjali s kompleksnejšo geometrijsko zasnovo tlaka, ki jo je zasnoval beneški arhitekt Andrea Tirali. Malo je znanega o Tiralijevem načrtovanju podrobnosti zasnove. Nekateri domnevajo, da je bil vzorec uporabljen za regulacijo tržnih stojnic ali da bi se spomnili njihove nekdanje prisotnosti na trgu. Drugi verjamejo, da je vzorec nastal iz orientalskih preprog, priljubljenega luksuznega predmeta v tem trgovskem središču.
Zasnovo je sestavljalo polje temno obarvanega magmatskega trahita z geometrijskimi vzorci v belem istrskem kamnu, podobnem travertinu. Kvadrati diagonalno položenih blokov so se izmenjevali s pravokotnimi in ovalnimi oblikami vzdolž širokih vzporednih pasov. Kvadrati so bili nagnjeni na sredino, kot skleda, kjer je odtok odvajal površinsko vodo v drenažni sistem. Vzorec je povezoval osrednji portal bazilike s središčem zahodne odprtine v trg. Ta črta je tesneje vzporedna s fasado Procuratie Vecchie, tako da pušča skoraj trikoten prostor ob Procuratie Nuove s širšim koncem, ki ga zapira zvonik (Campanile). Vzorec se je nadaljeval mimo zvonika in se ustavil pri črti, ki povezuje tri velike drogove za zastave, in pustil prostor neposredno pred baziliko neokrašen. Manjša različica istega vzorca na Piazzetti je bila vzporedna s Sansovinovo knjižnico, pri čemer je poleg Doževe palače pustil ozek trapez s širokim koncem, zaprtim z jugozahodnim vogalom bazilike. Ta manjši vzorec je imel notranje kvadrate, nagnjene k oblikovanju neortogonalnih štirikotnikov.
Celotna poravnava vzorca tlaka služi za vizualno podaljšanje dolge osi in krepitev položaja bazilike na njenem čelu. Ta ureditev odraža notranji odnos ladje do oltarja v stolnici.
Kot del zasnove je bila višina trga dvignjena za približno en meter, da bi ublažili poplave in omogočili več prostora za notranje odtoke za odvajanje vode v Veliki kanal.
Leta 1890 je bil tlak »zaradi dotrajanosti« obnovljen. Novo delo natančno sledi Tiralijevi zasnovi, vendar je odpravilo ovalne oblike in odrezalo zahodni rob vzorca, da bi se namestilo Napoleonovo krilo na tem koncu Piazze.

## Poplave
Piazza San Marco je le malo nad morsko gladino in v času Acqua Alta, visoke vode zaradi neviht z Jadrana ali močnega dežja, trg hitro poplavi. Voda, ki se izliva v odtoke na trgu, teče neposredno v Veliki kanal. To običajno dobro deluje, a ko je morje visoko, ima obraten učinek, saj voda iz lagune priteče na trg.